# Incertella
Incertella is een vliegengeslacht uit de familie van de halmvliegen (Chloropidae).

## Soorten
- I. albipalpis (Meigen, 1830)
- I. antennata (Collin, 1946)
- I. bispina (Malloch, 1918)
- I. dorsata (Loew, 1872)
- I. incerta (Becker, 1912)
- I. infesta (Becker, 1912)
- I. insularis (Malloch, 1914)
- I. kerteszi (Becker, 1910)
- I. minor (Adams, 1905)
- I. nigrifrons (Duda, 1933)
- I. ovalis (Adams, 1905)
- I. scotica (Collin, 1946)
- I. zuercheri (Collin, 1946)